# Kinyilatkoztatásbeli Szűz
Kinyilatkoztatásbeli Szűz, vagy a megjelenése miatt bibliás Szűz, egyike azoknak a Szűz Mária-jelenéseknek, amelyeket a katolikus egyház elismert. A jelenés nem messze Rómától, Tre Fontane-ban történt 1947-ben.

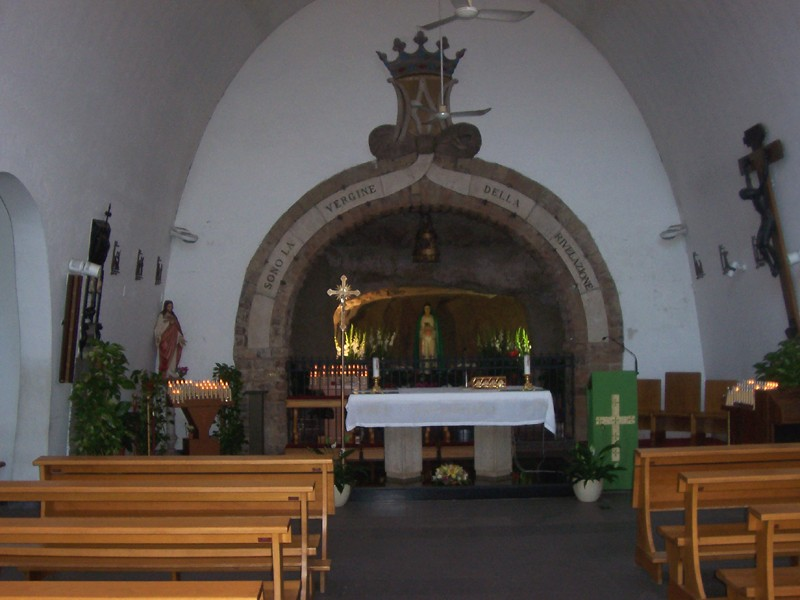
A Tre Fontane-i jelenés helyszínén lévő kiépített kápolna.

## Előzmények
- Mint ismeretes a hagyomány úgy tartja, hogy itt fejezték le Szent Pált 67-ben, és a feje hármat bukfencezett, nyomukban források keletkeztek.
- 1937-ben jelenése volt Luigina Sinapinak (1916-1978),[1] aki a síró Szűz Máriát látta a Tre Fontane-i barlangban. Azt mondta Ő még vissza fog ide jönni egy férfi miatt, aki most elkeseredetten küzd Krisztus egyháza és a pápa ellen.
- Bruno feleségül vette Iolanda lo Gattot 1936-ban egy munkáslányt. Azonban önkéntesként elment harcolni Spanyolországba, ahol a kommunisták oldalán harcolt. Találkozott egy német protestáns lelkésszel, aki olyan hatással volt rá, hogy dühödten gyűlölni kezdte a katolikusokat és a pápát. Sőt Toledoban vett egy tört, amelyre rágravírozta: Halál a pápára! Miután vége lett a háborúnak 1939-ben visszatért Rómába és a hetednapi adventistákhoz csatlakozott. Elkötelezte magát a katolikus egyház, Szűz Mária és a pápa elleni harcra.

## Jelenések
Bruno Cornacchiola
Született 1913. május 9-én Rómában, meghalt 2001. június 24-én Rómában. Foglalkozása villamoskalauz, három gyereke volt, Carlo, Gianfranco és Isola. Jolanda felesége 1976-ban hunyt el. 1969-ben és 1974-ben Magyarországot is felkereste Pécsett és Máriaremetén előadást tartott a jelenésről. Magyarországra azért jött, mert templomokat szenteltek fel Varsádon és Hévíz-Szentandráson a Tre Fontane-i Szűzanyához.
- 1947. április 12-én Bruno három gyermekével kirándulni indul Tre Fontane-hoz. Az egyik gyermek a labdát keresve eltűnt, ezért a másik gyermek ment utána. Az sem jött vissza a harmadik is elment és miután ő sem érkezett vissza Bruno utánuk ment. A gyermekeket egy barlangnál találta letérdepelve és mindhármuk azt ismételgette. Bella signora! Bruno mindent körbejárt nem talált semmit, majd felszólította a gyerekeket, hogy álljanak fel. Meg sem hallva tovább térdepeltek. Ekkor Bruno el akarta mozdítani helyükről, de az sem sikerült. Egy idő után kétségbeesésében Istenhez fordult segítségét kérve. ekkor elmondása szerint úgy érezte, egy fátyol esik le szeméről és megpillantott egy nagy fényességben egy hölgyet.
- 1980. április 12-én Bruno előadást tartott a jelenésről a barlangnál, a jelenésnek 33. évfordulóján. Körülbelül 3000 ember volt jelen, - 25 pap is részt vett -, akik egy napcsodának a szemtanúi voltak. Úgy látták mintha a nap nagyobb lenne.A napkorona különböző színben ragyogott, és a nap mintha közeledett volna a földhöz. Aki napba nézett nem fájt a szeme. 1982 április 12-én újra megismétlődött a csoda.[2]

## A jelenség
A fényes nőnek zöld fátyol volt a fején, mellén egy kis könyvet tartott, a Bibliát, melyre a másik kezét ráhajtotta. Fehér ruhába volt, és mezítláb. Bruno lábainál fekete öltönyt mutat rajta egy összetört keresztet.

## Üzenetei
A férfival másfél órát beszél. Bár a gyermekek nem hallották a szavakat.
1. Felvázolja azt, hogy egyházüldözések következnek és nagyon sok pap kényszerül arra, hogy levegye a reverendát. Leginkább támadott dogmák lesznek:
  1. Jézus igazi jelenlétét az Oltáriszentségben.
  2. Szűz Mária istenanyaságát.
  3. A pápai tévedhetetlenséget.
2. Az emberek legyenek egy hitben és a szeretetben.
3. Minden félelem nélkül valljuk meg hitünket, mert ez jelenti a győzelmet a világ felett.
4. Különösen a szentolvasót imádkozzuk, mert a rózsafüzér a modernkori robbanóanyag.
5. Imádkozzunk, hogy hitünk legyen, majd hitünket cselekedetekre váltsuk, lássák valóban kereszténységünket.

Az üzenetek egy részét Bruno nem mondhatta el.

## Vizsgálat
1949. december 9-én meghívta XII. Piusz pápa a villamosvezetőket, hogy a kápolnájában imádkozzák vele a rozsfüzért. Ezen alkalommal vallotta be a férfi, hogy szándékában állt, hogy megölje Őszentségét. Utána átadta a tört és a protestáns bibliát. Miután a pápa Róma püspöke, és Tre Fontane az egyházmegyéhez tartozik, ezért a pápa volt abban a helyzetben, hogy döntsön, elismeri-e a jelenést.

## Elismerés
Miután Luigiana Sonapi 1937-ben elmondta Eugenio Pacelli bíboros nővérének a látomást, így szabad utat kapott, hiszen a bíborosból lett később XII. Piusz pápa

## Újsághírek
Az első híradások 1947. május 31-én jelentek meg. Az Il Giornale d'Italia, a Messaggero és L'Ora d'Italia újságok közöltek a témával kapcsolatos cikkeket. Mindhárom cikkben hangsúlyt kapott az egyházzal ellenséges hitehagyott ember átalakulása. Az újságok azonban óvatosan nyilatkoztak és kíváncsian várták az egyház álláspontját. A Civilità Cattolica "Ez Máriának a győzedelmes korszaka, mely várhatóan Jézus és az Egyház győzelme lesz." Ezt számos Szűz Mária-jelenések példáival támasztotta alá, kiemelte a legutóbbiakat Banneux-ban és Beauraing-ban történteket 1933 és 1932-ben Belgiumban.

### Ellenérvek
Június 1-jén a Voce Repubblicana gúnyos hangot ütött meg: "Az újságok tele vannak evvel a történettel kivéve a demokratikus keresztényekkel, amint "a Nép". Talán ez a Szűz a nem hivatalos."
A szocialista és kommunista lapok bár kifejezték tiszteletüket a kereszténység értékeivel, elítélték azokat a papokat akik szentekkel manipulálják a hívőket. A Don Basilio és a La Repubblica d'Italia újság írásait annak szentelte, hogy indokokat és érveket találjon, hogy feltárja a színlelésben való érdekeltségeket a nyilvánosságnak: "Mi mind gazdagok vagyunk, minden szép, mindenki fiatal és egészséges! (...) De Krisztus a magasztos, mikor tér vissza kiűzni a kereskedőket a templomból?" Vádjuk szerint a trappista szerzeteseknek van ott kolostoruk és vissza szeretnék szerezni azt a területet, ahol a jelenés történt. Végül egy velencei baptista pap nyilatkozata: "Bruno minden, de nem naiv. Képes volt megérinteni a katolikusokat a gyenge oldalon. Engem úgy tájékoztattak a katolikus egyház készül egy új dogmára: a Szűzanya a szentháromságban." (Ezt a gondolatot soha nem vezette be az egyház dogmái közé.) Bruno személyét avval is megvádolták, így szeretne autót, jobb házat körülményeket családjának elérni.

## Emlékhelyek Magyarországon
- Vác - Ferences templomban található bibliás Szűz szobor, alatta üveg alatt föld Tre Fontanéból.
- a tsitári forrásokat 1978 óta Tre Fontane-i forrásnak nevezik, mert földet hoztak onnan és elkeverték ott a magyar földdel.
- Érden a Tusculanum-templomban, Hévízen és Varsádon van még bibliás Szűz tisztelete.